# Rick Verbeek
Rick Verbeek (Venlo, 14 december 1988) is een Nederlands voormalig betaald voetballer. Hij is de zoon van voormalig VVV-speler Frank Verbeek.

## Spelersloopbaan
Verbeek werd spelend bij amateurvereniging IVO in Velden gescout door VVV, dat hem opnam in de jeugdopleiding. Hier ontwikkelde hij zich tot vleugelaanvaller en werd hij in het seizoen 2007/08 opgenomen in de selectie van het eerste team. Hij tekende een contract tot juli 2009 met nog een optie voor nog drie jaar, die in december 2008 gelicht werd. Drie maanden eerder, op 8 augustus 2008, had Verbeek zijn debuut gemaakt in de hoofdmacht tijdens een met 5-0 gewonnen thuiswedstrijd tegen Go Ahead Eagles, als invaller in de 63e minuut voor Kevin van Dessel. Hij speelde in het seizoen 2008/09 dertig competitiewedstrijden, maar kwam in het daaropvolgende jaar minder in de plannen van trainer Jan van Dijk voor. Daarop werd hij in de winterstop verhuurd aan Helmond Sport. Na nog twee seizoenen bij de Limburgers in de Eredivisie kreeg hij geen profcontract meer en ging hij als amateur voor de Topklasser De Treffers spelen. Deze club verruilde hij in juli 2014 voor EVV. In 2015 keerde hij terug bij De Treffers. In 2017 ging Verbeek voor zijn jeugdclub IVO spelen. Daar sloot hij in 2022 ook zijn spelersloopbaan af.

## Clubstatistieken
| Seizoen        | Club            | Competitie     | Competitie | Competitie | Beker | Beker | Playoffs | Playoffs | Totaal | Totaal |
| Seizoen        | Club            | Competitie     | Wed.       | Dlp.       | Wed.  | Dlp.  | Wed.     | Dlp.     | Wed.   | Dlp.   |
| -------------- | --------------- | -------------- | ---------- | ---------- | ----- | ----- | -------- | -------- | ------ | ------ |
| 2007/08        | VVV-Venlo       | Eredivisie     | 0          | 0          | 0     | 0     | 0        | 0        | 0      | 0      |
| 2008/09        | VVV-Venlo       | Eerste divisie | 30         | 0          | 1     | 0     | –        | –        | 31     | 0      |
| 2009/10        | VVV-Venlo       | Eredivisie     | 1          | 0          | 0     | 0     | –        | –        | 1      | 0      |
| 2009/10        | → Helmond Sport | Eerste divisie | 13         | 0          | 0     | 0     | 3        | 0        | 16     | 0      |
| 2010/11        | VVV-Venlo       | Eredivisie     | 8          | 0          | 1     | 0     | 0        | 0        | 9      | 0      |
| 2011/12        | VVV-Venlo       | Eredivisie     | 4          | 0          | 0     | 0     | 0        | 0        | 4      | 0      |
| 2012/13        | De Treffers     | Topklasse      | 28         | 12         | 1     | 0     | –        | –        | 29     | 12     |
| 2013/14        | De Treffers     | Topklasse      | 26         | 6          | 1     | 0     | –        | –        | 27     | 6      |
| 2014/15        | EVV             | Topklasse      | 29         | 8          | 2     | 1     | –        | –        | 31     | 9      |
| 2015/16        | De Treffers     | Topklasse      | 29         | 7          | 2     | 2     | –        | –        | 31     | 9      |
| 2016/17        | De Treffers     | Tweede divisie | 30         | 7          | 1     | 0     | –        | –        | 31     | 7      |
| Carrièretotaal | Carrièretotaal  | Carrièretotaal | 198        | 40         | 9     | 3     | 3        | 0        | 210    | 43     |